# 日本へようこそエルフさん。
『日本へようこそエルフさん。』（にほんへようこそエルフさん）は、まきしま鈴木による日本のライトノベル。元々は『小説家になろう』にて2017年2月から連載されているオンライン小説であり、2018年8月からHJノベルス（ホビージャパン）より書籍化刊行されている。書籍版のイラストはヤッペンが担当している。
夢の中の異世界を旅することができるサラリーマンの男性と、異世界から現代日本へやってきたエルフの少女を中心とした物語が描かれる。
メディアミックスとして、青乃下によるコミカライズが『コミックファイア』にて2018年12月から連載中。2025年1月から3月までテレビアニメが放送された。

## あらすじ
定時退社を心がけるサラリーマンの北瀬 一廣は、眠ることで剣と魔法のファンタジーな夢の世界を冒険する不思議な体験をしていた。そんなある日、夢の世界で出会ったエルフのマリー（マリアーベル）とともにナズルナズル遺跡を冒険中に魔導竜ウリドラに襲われ、そのブレスでマリーとともに焼かれてしまう。翌朝、一廣はいつも通りに現実世界のベッドの中で起きるが、傍らには夢の世界の住人だったはずのマリーが現実世界に来ていた。こうして一廣は、現実世界でマリーとの同居生活を送ることとなった。

## 登場人物
声の項はテレビアニメ版の声優。
北瀬 一廣（） / カズヒホ
声 - 小林裕介、渡部恵子（幼少期）
東京都江東区在住のサラリーマンで、本作の主人公。カズヒホは夢の世界での名前で、腕輪に名前を登録する時に一文字間違えてカズヒホにしてしまい、訂正せずそのまま名乗り続けている。青森に祖父がいる。
現実世界と夢の世界では時の流れが異なり、一廣は25歳だが、カズヒホは10代の姿となっている。エルフや下級竜、猫族、挙句の果てには魔物に至るまで、夢の世界の語学に堪能で、本来敵対的であるはずのリザードマンとも親交がある。一方で英語は話せない。
寝るともう一つの世界の自分に意識が移り、もう一度寝るか魔物に襲われるなどして死亡すると現実世界に戻る、という不思議な能力を持っている。本質は転移であり、就寝時と異世界での死亡時に、接触していた人と近くに置いてある飲食物を連れて行くことができる。ただし、衣服や装備品などは持って行くことができないため、同伴者の初回転移時は全裸になってしまう。異世界で死亡しても復活できることから無茶ができるため、本編開始時点でレベルが72と高い。
幼い頃実の母親が一廣を置いて失踪し親戚に引き取られており、この出来事があってから現実世界に全く興味を示さなくなり、代わりによく眠り、夢の世界に入り浸るようになった。
しかしマリーが現実世界に来たことをきっかけに、現実世界のものに興味が出てくるようになる。
マリー/ マリアーベル
声 - 本渡楓
カズヒホの冒険者仲間であるエルフ。本名はマリアーベル。男女問わず誰もが見とれてしまう美少女だが、長命種ゆえに実年齢は百歳を超える。
カズヒホとともにウリドラに襲われた際、彼に庇われる形で抱き合っていたことでカズヒホの転移に巻き込まれ、日本に来てしまった。
好奇心旺盛で、日本に来た際は未知の世界にワクワクしており、特に日本のアニメがお気に入り。アニメをより楽しむために日本語の勉強に励んでいる。
日本ではエルフであることを隠すため常に帽子を被っており、のちにウリドラの魔法で耳を隠す装飾を付けられた。
のちに日本にも存在した精霊のいたずらで装飾がとれ、祖父の目の前で耳を見せ、エルフであることがばれた。
青森旅行でカズヒホの祖父の家に泊まった際、カズヒホが名前で呼ばれたことから、彼の本当の名前が一廣であることを知る。
ウリドラ
声 - 内山夕実
カズヒホとマリーがナズルナズル遺跡の最深部で出会った魔導竜と呼ばれる巨大なドラゴン。ドラゴンの中でも知的で高位な存在であり、竜核と竜魔法を使って人型や猫型の分身を生み出すことができる。人間態は黒髪ロングの美女で、鱗を服に作り替え、角や尻尾を隠すことができる。
カズヒホとマリーとの初対面時は卵を温めており、二人を侵入者としてブレスで吹き飛ばすが、噂から酒好きを見抜いてビール（と弁当のカツ丼）を持って対話に現れた二人に興味を持ち、和解する。
後に卵が孵化して3児の母になるが、夫が長らく不在でワンオペ育児になって辟易してしまい、事態を知ったカズヒホに秩父旅行に誘われて初来日することになる。マリーにエルフ特有の長い耳を隠すための装飾を授けるなど、面倒見も良い。
ミュイ
声 - 佐々木李子
猫族の男の子。猫族は魔石の扱いに長けているが、ゆえに悪者に狙われやすい。
祖父と二人で暮らしていたが、盗賊の襲撃に遭って拉致され、魔物を魔石で呼び寄せる役目をさせられていたところ、カズヒホとマリーによって解放される。
「デス、マス」口調である他は特に特徴が無い話し方だったが、日本文化に感化されたらしいマリーから語尾に「にゃん」をつけて喋るように要求された。

## 既刊一覧

### 小説
- まきしま鈴木（著）・ヤッペン（イラスト） 『日本へようこそエルフさん。』 ホビージャパン〈HJノベルス〉、既刊11巻（2025年8月19日現在）※6巻以降は電子書籍版のみ
  1. 2018年8月25日発売[7]、ISBN 978-4-7986-1735-0
  2. 2018年12月22日発売[8]、ISBN 978-4-7986-1843-2
  3. 2019年5月24日発売[9]、ISBN 978-4-7986-1912-5
  4. 2019年9月21日発売[10]、ISBN 978-4-7986-2001-5
  5. 2020年2月22日発売[11]、ISBN 978-4-7986-2107-4
  6. 2020年7月22日配信[12]
  7. 2021年7月19日配信[13]
  8. 2022年10月19日配信[14]
  9. 2023年10月19日配信[15]
  10. 2025年1月18日配信[16]
  11. 2025年8月19日配信[17]

### 漫画
- 青乃下（漫画）・まきしま鈴木（原作）・ヤッペン（キャラクターデザイン） 『日本へようこそエルフさん。』 ホビージャパン〈HJコミックス〉、既刊11巻（2025年3月1日現在）
  1. 2019年5月27日発売[6][18]、ISBN 978-4-7986-1935-4
  2. 2020年3月27日発売[19]、ISBN 978-4-7986-2155-5
  3. 2020年8月27日発売[20]、ISBN 978-4-7986-2251-4
  4. 2021年3月1日発売[21]、ISBN 978-4-7986-2431-0
  5. 2021年9月1日発売[22]、ISBN 978-4-7986-2585-0
  6. 2022年3月1日発売[23]、ISBN 978-4-7986-2652-9
  7. 2022年9月29日発売[24]、ISBN 978-4-7986-2884-4
  8. 2023年5月1日発売[25]、ISBN 978-4-7986-3071-7
  9. 2023年12月28日発売[26][27]、ISBN 978-4-7986-3332-9
  10. 2024年8月1日発売[28]、ISBN 978-4-7986-3562-0
  11. 2025年3月1日発売[29]、ISBN 978-4-7986-3775-4

## テレビアニメ
2023年12月28日にアニメ化企画が進行中であることが発表された。2025年1月から3月までAT-Xほかにて放送された。

### スタッフ
- 原作 - まきしま鈴木[4]
- キャラクター原案 - ヤッペン[4]
- 漫画 - 青乃下[4]
- 監督 - 喜多幡徹[4]
- シリーズ構成・脚本 - 吉永亜矢[4]
- キャラクターデザイン - 平山円[4]、堀井久美
- プロップデザイン - 秋篠Denforword日和[30]
- 色彩設計 - 松山愛子[30]
- 美術監督 - 坂上裕文[30]、岡山優美[30]
- 撮影監督 - 斉藤朋美[30]
- 編集 - 宇都宮正記
- 音響監督 - 森下広人[30]
- 音響制作 - ダックスプロダクション[30]
- 音楽 - はらかなこ[30]
- 音楽制作 - ランティス[30]
- 音楽プロデューサー - 長尾拓馬
- プロデューサー - 佐々木秀太、和田雄一郎、青井宏之、鹿志村絵美、松田隼典、大和田智之、飯塚彩、酒見弘人、小澤文啓
- アニメーションプロデューサー - 浦川章太
- 制作統括 - 先川幸矢
- アニメーション制作 - ゼロジー[4]
- 製作 - 「日本へようこそエルフさん。」製作委員会

### 主題歌
「Palette Days」
佐々木李子によるオープニングテーマ。作詞は真崎エリカ、作曲・編曲はKOUGA。
「Yummy Yummy」
樋口楓、叶によるエンディングテーマ。作詞・作曲は山田智和とYo-SK、編曲は白戸佑輔。

### 各話リスト
| 話数 | サブタイトル                 | 絵コンテ | 演出       | 作画監督 | 総作画監督               | 初放送日       |
| ---- | ---------------------------- | -------- | ---------- | --- | ------------------------ | -------------- |
| #1   | おはよう、エルフさん。       | 喜多幡徹 | 喜多幡徹   | 谷津美弥子 小澤円                                                                                                | 平山円 堀井久美 安田好孝 | 2025年 1月10日 |
| #2   | カツ丼ですよ、エルフさん。   | 増田敏彦 | 宇都宮正記 | 真辺久輝 加藤照代 BEEP                                                                                           | 平山円 堀井久美 安田好孝 | 1月17日        |
| #3   | 失われた魔石                 | 西森章   | 盛嶺矢     | 櫻井拓郎 井上善勝 張金浩                                                                                         | 平山円 堀井久美 安田好孝 | 1月24日        |
| #4   | おやすみなさい、エルフさん。 | 明比隆一 | JOLちゃん  | 小田真弓 柳野龍男 玉里栄二 松村康功 森悦史 北島勇樹 山口保則 スタジオエバーグリーン 鄭州点線一幀文化伝媒有限公司 | 平山円 堀井久美 安田好孝 | 1月31日        |
| #5   | 夢幻剣士                     | 西森章   | 倉谷涼一   | 澤田博範 吉岡敏幸 Triple A ワン・オーダー 孙振亮 丘 味增拉面 梦润                                                | 平山円 堀井久美          | 2月7日         |
| #6   | フレンチですよ、エルフさん。 | 明比隆一 | 高林久弥   | 小澤円 谷津美弥子 山口保則 真辺久輝 BEEP                                                                         | 平山円 堀井久美          | 2月14日        |
| #7   | 輝く魔石                     | 増田敏彦 | 倉谷涼一   | 小澤円 谷津美弥子 加藤照代 真辺久輝                                                                              | 平山円 堀井久美 安田好孝 | 2月21日        |
| #8   | 日本へようこそ、魔導竜さん。 | 西森章   | 喜多幡徹   | 過灿 徐小山 猪猪 劉簾 参窦 拾月動画 无锡市樱花卡通有限公司 Triple A                                              | 平山円 堀井久美 安田好孝 | 2月28日        |
| #9   | 天啓と愚直                   | 増田敏彦 | 喜多幡徹   | 過灿 徐小山 猪猪 但伊楊 魏丽娟 劉簾 参窦 拾月動画 无锡市樱花卡通有限公司 Triple A                                | 平山円 堀井久美 安田好孝 | 3月7日         |
| #10  | 楽しい古代迷宮               | 西森章   | 高林久弥   | 小澤円 真辺久輝 加藤照代 セブンシーズ Triple A BEEP                                                              | 平山円 堀井久美 安田好孝 | 3月14日        |
| #11  | ぶらり青森、二人と一匹。     | 岩永大慈 | 岩永大慈   | 佐々木晴也 | 安田好孝                 | 3月21日        |
| #12  | 桜吹雪ですよ、エルフさん。   | 喜多幡徹 | 喜多幡徹   | 澤田博範 谷津美弥子 真辺久輝 加藤照代 Triple A                                                                   | 平山円 堀井久美 安田好孝 | 3月28日        |

### 放送局
| 放送期間                                                                       | 放送時間                     | 放送局    | 対象地域   | 備考                                            |
| ------------------------------------------------------------------------------ | ---------------------------- | --------- | ---------- | ----------------------------------------------- |
| 2025年1月10日 - 3月28日                                                        | 金曜 22:00 - 22:30           | AT-X      | 日本全域   | 製作参加 / CS放送 / 字幕放送 / リピート放送あり |
| 2025年1月11日 - 3月19日                                                        | 土曜 1:53 - 2:23（金曜深夜） | 毎日放送  | 近畿広域圏 | 製作参加                                        |
|                                                                                |                              | TBSテレビ | 関東広域圏 |                                                 |
|                                                                                |                              | CBCテレビ | 中京広域圏 |                                                 |
| 2025年1月13日 - 3月31日                                                        | 月曜 23:30 - 火曜 0:00       | BS11      | 日本全域   | 製作参加 / BS放送 / 『ANIME+』枠                |
| 毎日放送・TBSテレビでは『アニメイズム』B1枠、CBCテレビでは『アニメイズム』枠。 |                              |           |            |                                                 |

| 配信開始日    | 配信時間                   | 配信サイト                                                                                                   |
| ------------- | -------------------------- | --- |
| 2025年1月11日 | 土曜 2:30（金曜深夜） 更新 | dアニメストア U-NEXT アニメ放題                                                                              |
| 2025年1月16日 | 木曜 2:30（水曜深夜） 更新 | MBS動画イズム TVer Prime Video ABEMA ニコニコチャンネル Lemino DMM TV バンダイチャンネル Hulu FOD AnimeFesta |
|               | 木曜 12:00 更新            | HAPPY!動画                                                                                                   |
| 2025年1月17日 | 金曜 0:00 更新             | TELASA J:COM STREAM みるプラス                                                                               |
| 2025年1月23日 | 木曜 12:00 更新            | ふらっと動画                                                                                                 |

### BD
| 巻  | 発売日        | 収録話         | 規格品番   | 規格品番  |
| 巻  | 発売日        | 収録話         | 限定予約版 | 通常版    |
| --- | ------------- | -------------- | ---------- | --------- |
| BOX | 2025年6月11日 | 第1話 - 第12話 | BSTD40744  | BSTD21011 |

| 毎日放送・TBSテレビ アニメイズム B1 | 毎日放送・TBSテレビ アニメイズム B1 | 毎日放送・TBSテレビ アニメイズム B1 |
| 前番組                              | 番組名                              | 次番組                              |
| ----------------------------------- | ----------------------------------- | ----------------------------------- |
| 魔法使いになれなかった女の子の話    | 日本へようこそエルフさん。          | 炎炎ノ消防隊 参ノ章（第1クール）    |